# Aturus howellae
Aturus howellae är en kvalsterart som beskrevs av Herbert Habeeb 1957. Aturus howellae ingår i släktet Aturus och familjen Aturidae. Inga underarter finns listade.